# Palauig
Palauig è una municipalità di terza classe delle Filippine, situata nella Provincia di Zambales, nella regione di Luzon Centrale.
Palauig è formata da 19 baranggay:
- Alwa
- Bato
- Bulawen
- Cauyan
- East Poblacion
- Garreta
- Libaba
- Liozon
- Lipay
- Locloc
- Macarang
- Magalawa
- Pangolingan
- Salaza
- San Juan
- Santo Niño
- Santo Tomas
- Tition (San Vicente)
- West Poblacion